# Дейл (Індіана)
Дейл (англ. Dale) — місто (англ. town) в США, в окрузі Спенсер штату Індіана. Населення — 1544 особи (2020).

## Географія
Дейл розташований за координатами 38°10′24″ пн. ш. 86°59′15″ зх. д. / 38.17333° пн. ш. 86.98750° зх. д. (38.173460, -86.987399).  За даними Бюро перепису населення США в 2010 році місто мало площу 4,03 км², з яких 4,00 км² — суходіл та 0,02 км² — водойми.

## Демографія
Згідно з переписом 2010 року, у місті мешкали 1593 особи в 603 домогосподарствах у складі 406 родин. Густота населення становила 395 осіб/км².  Було 649 помешкань (161/км²).
Расовий склад населення:
| - 84,6 % — білих - 0,6 % — азіатів - 0,4 % — чорних або афроамериканців - 0,1 % — корінних американців - 12,6 % — осіб інших рас |

До двох чи більше рас належало 1,8 %. Частка іспаномовних становила 18,1 % від усіх жителів.
За віковим діапазоном населення розподілялося таким чином: 24,9 % — особи молодші 18 років, 59,3 % — особи у віці 18—64 років, 15,8 % — особи у віці 65 років та старші. Медіана віку мешканця становила 37,9 року. На 100 осіб жіночої статі у місті припадало 101,6 чоловіків;  на 100 жінок у віці від 18 років та старших — 97,5 чоловіків також старших 18 років.
Середній дохід на одне домашнє господарство  становив 45 403 долари США (медіана — 42 000), а середній дохід на одну сім'ю — 55 072 долари (медіана — 48 981). Медіана доходів становила 37 336 доларів для чоловіків та 29 511 долар для жінок. За межею бідності перебувало 16,7 % осіб, у тому числі 29,9 % дітей у віці до 18 років та 13,3 % осіб у віці 65 років та старших.
Цивільне працевлаштоване населення становило 746 осіб. Основні галузі зайнятості: виробництво — 33,0 %, роздрібна торгівля — 14,5 %, мистецтво, розваги та відпочинок — 10,3 %, науковці, спеціалісти, менеджери — 8,0 %.